# Zand (Deurne)
Zand is een buurtschap in de gemeente Deurne, in de Nederlandse provincie Noord-Brabant. 
Zand hoorde historisch gezien tot de gemeente Asten, maar werd in 1996 bij een wijziging van de grens tussen Asten en Deurne aan de laatste gemeente toegevoegd, samen met de buurtschappen Leensel en Bus. Eerder hoorde het al wel onder de parochie Liessel. De kerkelijke en burgerlijke grenzen verschilden hier dus.
Dorpen: Deurne · Helenaveen · Liessel · Neerkant · Vlierden · Walsberg

Buurtschappen: Baarschot · Belgeren · Bleijs · Breemortel · Groote Bottel · Kleine Bottel · Groot Bruggen · Klein Bruggen · Derp · Donschot · Haageind · Halte · Hanenberg · Heieind · Heimolen · Heitrak · Kerkeind · Kranenmortel · Kulert · Leensel · Luttel Meijel · Merlenberg · Molenhof · Pannenschop · Ruth · Schans · Schelm · Sloot · Veldheuvel · Vloeieind · De Voorstad · Voorste Beerdonk · Voort · Vreekwijk

Noord-Brabant: Steden en dorpen      Nederland: Provincies · Gemeenten